# Gina Cigna
Louise Geneviève Cigna, dite Gina Cigna, née le 6 mars 1900 à Angers et morte le 26 juin 2001 à Milan, est une cantatrice italienne d'origine française, l'une des grandes sopranos dramatiques de son époque.

## Biographie
Née d'un père  d'ascendance italienne, Gina Cigna étudie le piano au Conservatoire de Paris avec Alfred Cortot. Une fois ses études terminées, elle entame alors une carrière de pianiste. En 1921 elle épouse le ténor Maurice Sens, qui sentant son potentiel lui conseille d'étudier le chant. Elle suit alors des leçons avec Emma Calvé, Hariclea Darclée et Rosina Storchio, mais est essentiellement autodidacte.
Elle débute à La Scala de Milan en 1927, sous le nom de Ginette Sens, dans le rôle de Freia (Das Rheingold) mais passe inaperçue. Elle se retire et se perfectionne davantage, et fait alors un second début toujours à La Scala en 1929, sous le nom de Gina Cigna, en Donna Anna, et c'est un triomphe.
Elle s'impose dès lors comme soprano dramatique vedette de La Scala, où elle chantera régulièrement jusqu'en 1945, dans les opéras tels Il trovatore, Un ballo in maschera, La forza del destino, Aida, Andrea Chénier, Tosca. Cependant, son nom demeure surtout associé à Norma, La Gioconda, Turandot, ses rôles fétiches, qu'elle chante sur toutes les grandes scènes, notamment l'Opéra de Paris, le Royal Opera House de Londres, le Metropolitan Opera de New York, le Lyric Opera de Chicago, le San Francisco Opera, etc.
Elle participe à des reprises d'œuvres du répertoire classique tels Alceste, mais aussi du belcanto, Mosè in Egitto et La Straniera.
Sa carrière se termine brusquement en 1948, lorsqu'elle est victime d'un accident de voiture. Elle se tourne alors vers l'enseignement d'abord au Canada, puis en Italie. Elle meurt à l'âge vénérable de 101 ans.

## Discographie sélective
- 1937 - Norma - Gina Cigna, Ebe Stignani, Giovanni Breviario, Tancredi Pasero - Coro e orchestra della Rai Torino, Vittorio Gui
- 1938 - Turandot - Gina Cigna, Francesco Merli, Magda Olivero, Luciano Neroni - Coro e orchestra della Rai Torino, Franco Ghione

## Sources
- Harold Rosenthal, John Warrack, Roland Mancini et Jean-Jacques Rouveroux, Guide de l'opéra, Paris, Fayard, coll. « Les indispensables de la musique », 1995, 968 p. (ISBN 978-2-213-59567-2)